# منیندی، نیو ساوت ولز
منیندی (به انگلیسی: Menindee) یک شهرک در استرالیا است که در نیو ساوت ولز واقع شده‌است.